# Nyctimystes
Nyctimystes – rodzaj płazów bezogonowych z podrodziny Pelodryadinae w rodzinie rzekotkowatych (Hylidae).

## Zasięg występowania
Rodzaj obejmuje gatunki występujące na Nowej Gwinei i pobliskich wyspach na zachód po Moluki i Timor oraz na południe po wschodnią i skrajnie północną Australię.

## Systematyka

### Etymologia
- Nyctimystes: gr. νυκτι- nukti- „nocny”, od νυξ nux, νυκτος nuktos „noc”[5]; μυστης mustēs „mista, wtajemniczony w misteria”, od μυεω mueō „wtajemniczyć w misteria”, od μυω muō „zamykać oczy”[6].
- Sandyrana: Sandy Ingleby, australijska teriolożka; łac. rana „żaba”[3]. Gatunek typowy: Hyla infrafrenata Günther, 1867.

### Podział systematyczny
W 2006 Frost i inni włączyli gatunki z rodzaju Nyctimystes do Litoria. Autorzy zaznaczyli jednak, że relacje pokrewieństwa pomiędzy Pelodryadinae nie zostały ostatecznie ustalone. W 2013 Kraus przywrócił rodzaj Nyctimystes. Do rodzaju należą następujące gatunki:

- Nyctimystes avocalis (Zweifel, 1958)
- Nyctimystes azuroscelis (Günther, Richards, Hamidy, Trilaksono, Sulaeman & Oliver, 2023)
- Nyctimystes bivocalis Kraus, 2012
- Nyctimystes brevipalmatus (Tyler, Martin & Watson, 1972)
- Nyctimystes calcaratus Menzies, 2014
- Nyctimystes cheesmani Tyler, 1964
- Nyctimystes cryptochrysos Kraus, 2012
- Nyctimystes daymani (Zweifel, 1958)
- Nyctimystes disruptus (Tyler, 1963)
- Nyctimystes dux (Richards & Oliver, 2006)
- Nyctimystes eucavatus Menzies, 2014
- Nyctimystes fluviatilis (Zweifel, 1958)
- Nyctimystes foricula (Tyler, 1963)
- Nyctimystes gramineus (Boulenger, 1905)
- Nyctimystes granti (Boulenger, 1914)
- Nyctimystes gularis (Parker, 1936)
- Nyctimystes humeralis (Boulenger, 1912)
- Nyctimystes hunti (Richards, Oliver, Dahl & Tjaturadi, 2006)
- Nyctimystes infrafrenatus (Günther, 1867) – rzekotka nowogwinejska
- Nyctimystes intercastellus Kraus, 2012
- Nyctimystes kubori (Zweifel, 1958)
- Nyctimystes kuduki Richards, 2007
- Nyctimystes latratus Menzies, 2014
- Nyctimystes lubisi (Oliver, Günther, Tjaturadi & Richards, 2021)
- Nyctimystes montanus (Peters & Doria, 1878)
- Nyctimystes multicolor (Günther, 2004)
- Nyctimystes myolae Menzies, 2014
- Nyctimystes narinosus (Zweifel, 1958)
- Nyctimystes nullicedens (Kraus, 2018)
- Nyctimystes obsoletus (Lönnberg, 1900)
- Nyctimystes ocreptus Menzies, 2014
- Nyctimystes pallidofemora (Kraus, 2018)
- Nyctimystes papua (Boulenger, 1897)
- Nyctimystes perimetri (Zweifel, 1958)
- Nyctimystes persimilis (Zweifel, 1958)
- Nyctimystes pterodactyla (Oliver, Richards & Donnellan, 2019)
- Nyctimystes pulcher (Wandolleck, 1911)
- Nyctimystes purpureolatus (Oliver, Richards, Tjaturadi & Iskandar, 2007)
- Nyctimystes sanguinolenta (Van Kampen, 1909)
- Nyctimystes sauroni (Richards & Oliver, 2006)
- Nyctimystes semipalmatus (Parker, 1936)
- Nyctimystes tenuigranulata (Boettger, 1895)
- Nyctimystes trachydermis (Zweifel, 1983)
- Nyctimystes traunae Menzies, 2014
- Nyctimystes tyleri (Zweifel, 1983)
- Nyctimystes zweifeli (Tyler, 1967)